# Gornji Petrovci
Gornji Petrovci (pronuncia {ˈɡoːɾnji pɛˈtɾoːu̯tsi} in ungherese Péterhegy, in prekmuro Gorenji Petrovci) è un comune di 2 272 abitanti, della regione statistica della Murania della Slovenia.

## Geografia antropica

### Suddivisioni amministrative
Il comune di Gornji Petrovci è suddiviso in 13 insediamenti (naselija):

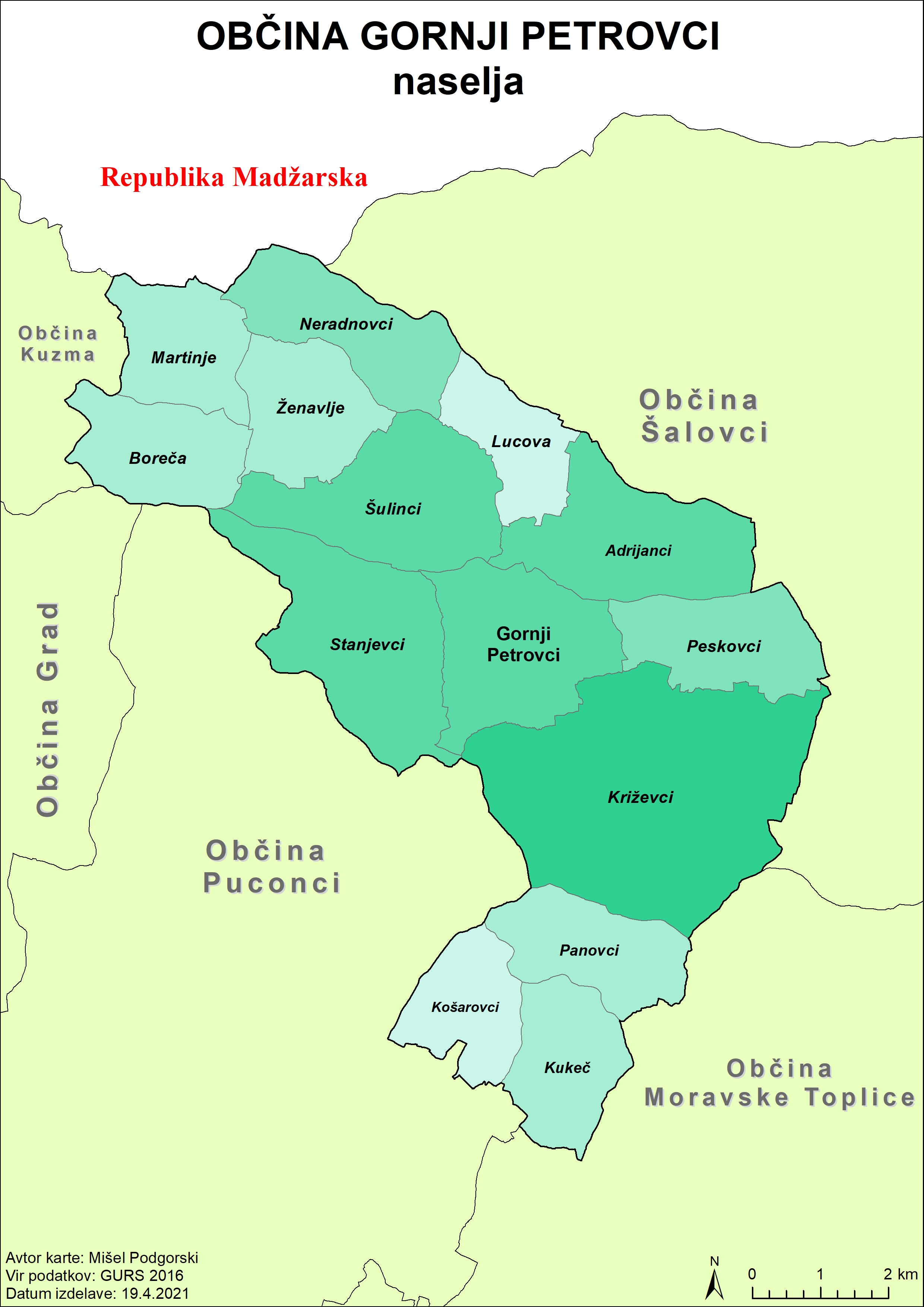
Mappa degli insediamenti del comune

- Adrijanci
- Boreča
- Košarovci
- Križevci
- Kukeč
- Lucova
- Martinje
- Neradnovci
- Panovci
- Peskovci
- Stanjevci
- Šulinci
- Ženavlje